# Huelves
Huelves é um município da Espanha, na província de Cuenca, comunidade autônoma de Castela-Mancha. Tem 39,44 km² de área e em 2021 tinha 84 habitantes (densidade: 2,1 hab./km²). Limita com os municípios de Barajas de Melo, Belinchón, Paredes, Tarancón, Tribaldos e Uclés.